# Atybe plantii
Atybe plantii is een keversoort uit de familie van de boktorren (Cerambycidae). De wetenschappelijke naam van de soort werd in 1864 gepubliceerd door Francis Polkinghorne Pascoe.